# East Peoria
East Peoria – miasto w Stanach Zjednoczonych, w stanie Illinois, w hrabstwie Tazewell.